# Kilopond

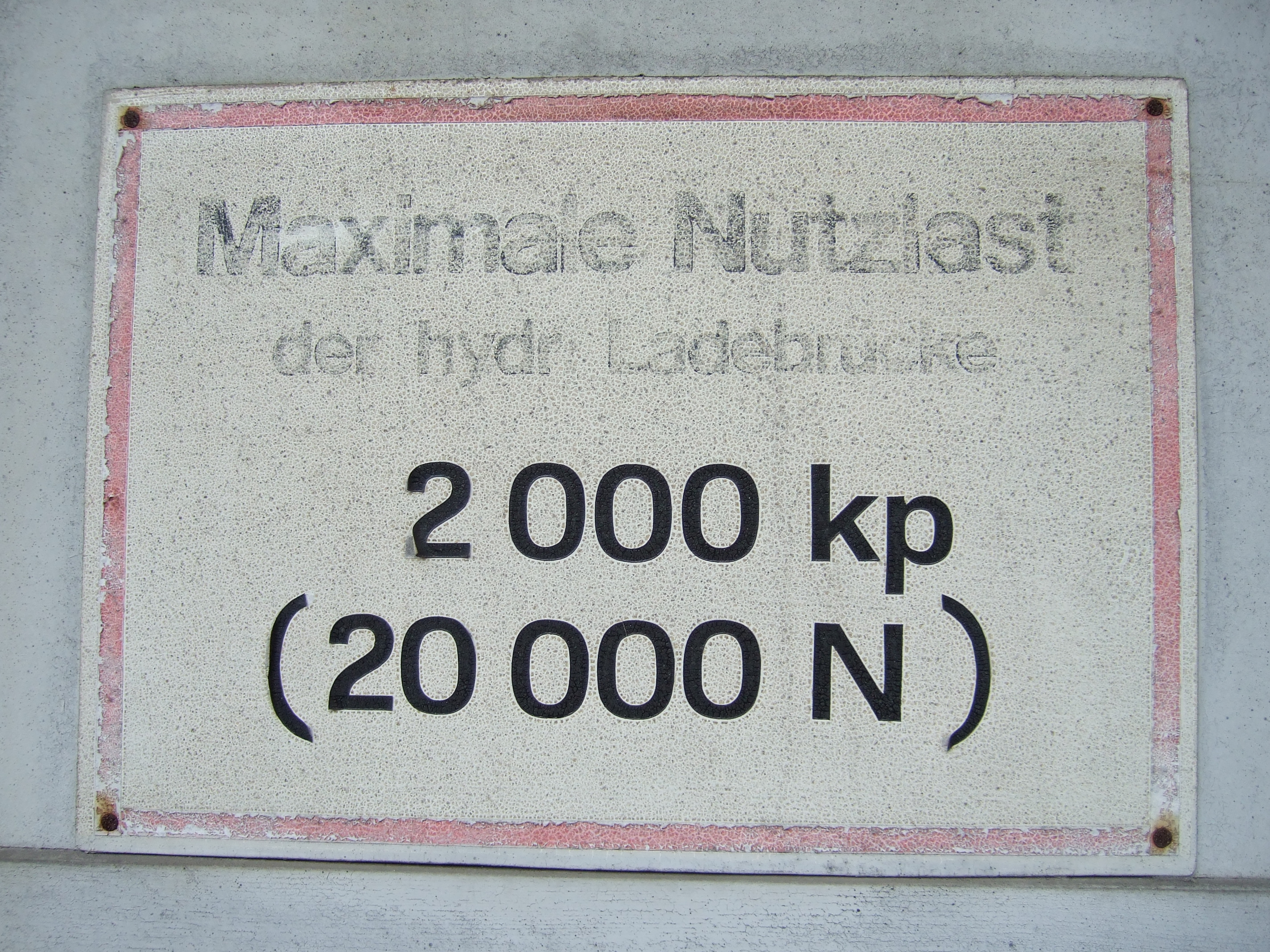
Angabe der maximalen Nutzlast für eine hydraulische Ladebrücke in Kilopond (und näherungsweise in Newton)

Das Kilopond (von lat. pondus, ‚Gewicht‘) ist eine veraltete, nicht SI-konforme Einheit der Kraft. Es war eine Basiseinheit des mittlerweile veralteten technischen Maßsystems. Dort wurde es ursprünglich als Kilogramm bezeichnet, zur Abgrenzung vom „Massekilogramm“ des physikalischen CGS-Systems auch als Kraftkilogramm (kg, kg*, kgp, kgf, kgf).
Das Kilopond ist per Gesetz seit 1. Januar 1978 in Deutschland für die Angabe der Kraft unzulässig und wurde durch das Newton ersetzt.

## Definition
Ein Kilopond ist die Kraft, die durch die Schwerebeschleunigung an der Erdoberfläche auf eine Masse von einem Kilogramm ausgeübt wird. Hierbei wird der Wert {\displaystyle g_{\mathrm {n} }=9{,}806\,65\mathrm {\,m\,s} ^{-2}} der Normfallbeschleunigung verwendet.
Daraus folgt:
{\displaystyle 1\,\mathrm {kp} =g_{\mathrm {n} }\cdot 1\,\mathrm {kg} =9{,}806\,65\,\mathrm {kg\,m\,s} ^{-2}=9{,}806\,65\,\mathrm {N} \,},
näherungsweise
1 kp ≈ 10 N = 1 daN (Dekanewton).
Ein Kilopond sollte (bei seiner Einführung) die Kraft sein, die durch die Schwerebeschleunigung an der Erdoberfläche auf einen Kubikdezimeter Wasser (von höchster Dichte, also bei ca. 4 Grad Celsius) ausgeübt wird. Da die Schwerkraft ortsabhängig ist, wurde zudem Meereshöhe und 45 Grad geografischer Breite festgesetzt. Später wurde die Normfallbeschleunigung verwendet, die auf der dritten Generalkonferenz für Maß und Gewicht festgeschrieben wurde.

## Vielfache
Analog zum Kilogramm ist die Basiseinheit Kilopond definiert als das Tausendfache der scheinbaren Grundeinheit Pond, die der Gewichtskraft von einem Gramm entspricht. Dezimale Vielfache und Teile werden nicht von der Einheit Kilopond, sondern von der Einheit Pond gebildet. Ein Beispiel ist das Megapond, welches einer Million Pond oder eintausend Kilopond entspricht. Diese Einheit wurde beispielsweise für die Achslast von Dampflokomotiven oder die Laststufe von Hebezeugen im Bauwesen verwendet.

## Abgrenzung vom Kilogramm

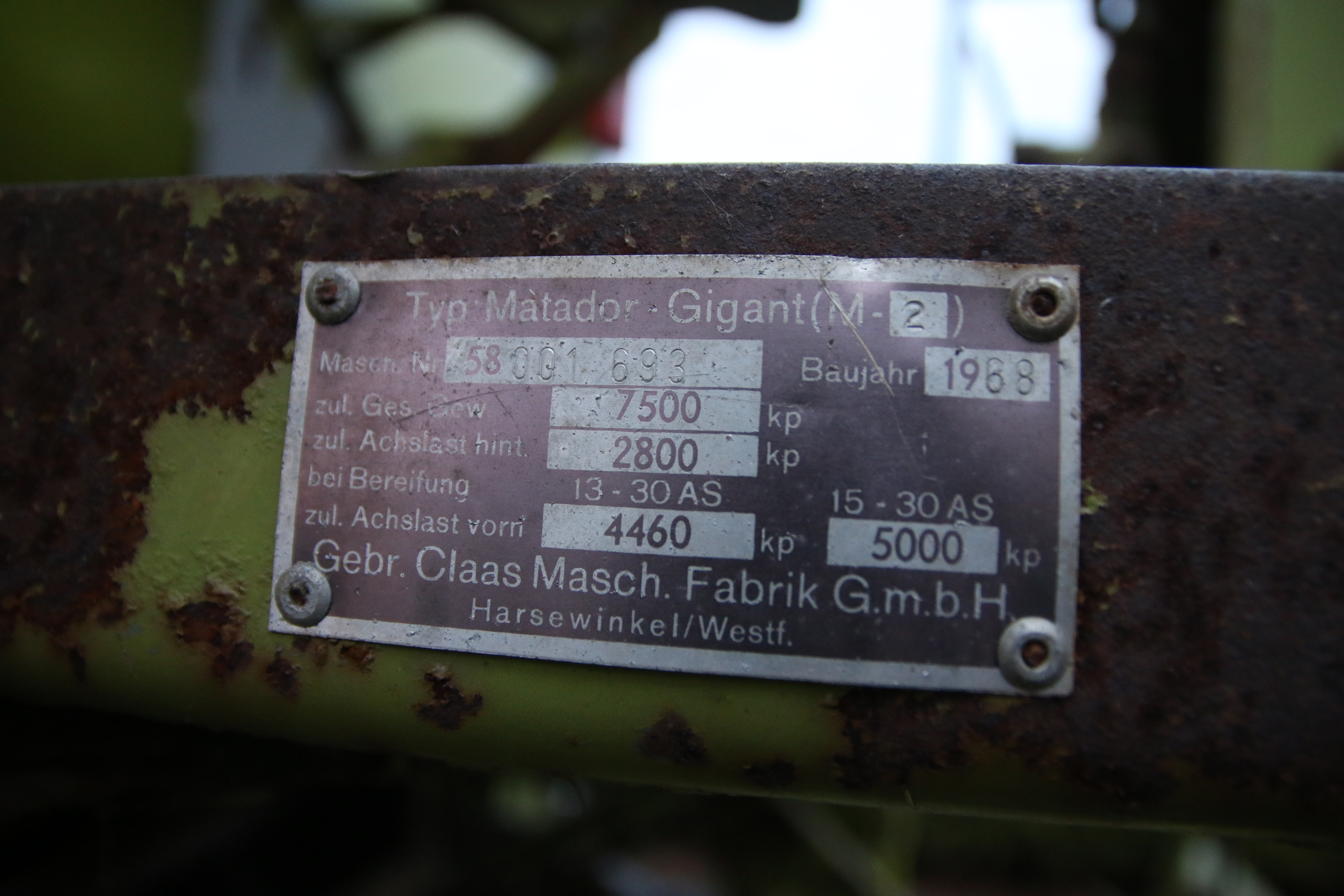
Das Typenschild eines Mähdreschers aus den 1960er-Jahren, die zulässige Last ist hier in kp angegeben.

Eine Masse von 1 kg erfährt im Mittel auf der Erde in Meereshöhe die Gewichtskraft von 1 kp. Umgangssprachlich wird die Masse eines Körpers oft unrichtig als „Gewicht“ bezeichnet und Kilogramm praktisch mit Kilopond gleichgesetzt. Da die Erdbeschleunigung jedoch von Ort zu Ort geringfügig abweicht, ist die Gewichtskraft auf 1 kg meist nicht exakt 1 kp. Viele Bauarten von Waagen (z. B. Federwaagen) messen nicht die Masse, sondern die von einer Masse ausgeübte Gewichtskraft, und sind dennoch in Kilogramm skaliert. Ohne Kalibrierung kann daher ihre Ablesung an verschiedenen Orten der Erde allein durch die örtliche Erdbeschleunigung um bis zu ca. einem Prozent variieren.

## Geschichte
Um der Verwechslung von Masse und Gewichtskraft vorzubeugen, wurde bereits 1901 auf der 3. Generalkonferenz für Maß und Gewicht (CGPM) in einer Resolution noch einmal klargestellt, dass das Kilogramm eine Einheit der Masse, nicht aber des Gewichts ist; der ursprüngliche Vorschlag, zusätzlich das Kraftkilogramm als Einheit der Kraft zu definieren, wurde abgelehnt.
Stattdessen wurde auf der 5. CGPM (1913) das Newton vorgeschlagen und 1948 als einzige Krafteinheit in die Liste der internationalen Einheiten mit eigenem Namen aufgenommen. Mit der Einführung des internationalen Einheitensystems (SI) im Jahr 1960 wurde das Newton als kohärente Einheit Teil des SI.